# Enrico Arioni
Enrico Arioni (Montevideo, 11 giugno 1895 – Montevideo, 11 luglio 1978) è stato un calciatore italiano, di ruolo attaccante.
Era noto come Arioni III per distinguerlo da altri due calciatori del Torino, Augusto o Arioni I e Egidio o Arioni II.

## Carriera
La carriera agonistica si svolse tra le file del Torino, club con cui esordì nella vittoria per 6-0 contro il Savona il 1º novembre 1913. Nella stagione 1913-1914 con il suo club raggiunse il quarto posto delle eliminatorie liguri-piemontesi. Nel 1916/17 è militare a Roma e gioca nelle file della Lazio, nel Campionato Romano di I Categoria.